# Яймяярви
Я́ймяя́рви (Яймя-ярви; фин. Äimäjärvi) — озеро на территории Лоймольского сельского поселения Суоярвского района Республики Карелия.

## Общие сведения
Площадь озера — 2,5 км², площадь водосборного бассейна — 23,6 км². Располагается на высоте 91,0 метров над уровнем моря.
Котловина ледникового происхождения. Форма озера лопастная. Берега сильно изрезанные, каменисто-песчаные, местами заболоченные.
Через озеро протекает ручей, который несёт воды из озёр Койтонъярви и Хаукилампи (фин. Haukilampi) и, вытекая из Яймяярви, протекает озеро Арамаярви (фин. Aramajärvi), после чего втекает в реку Саркайоки, впадающую в озеро Суйстамонъярви.
В озере расположен один остров продолговатой формы Папинсаари (фин. Papinsaari).
Рыбы: щука, плотва, налим, окунь, ёрш.
Населённые пункты возле озера отсутствуют. Ближайший — посёлок при станции Суйстамо — расположен в 2,5 км к юго-западу от озера.
Код объекта в государственном водном реестре — 01040300211102000013476.